# Ilmbrücke bei Mellingen

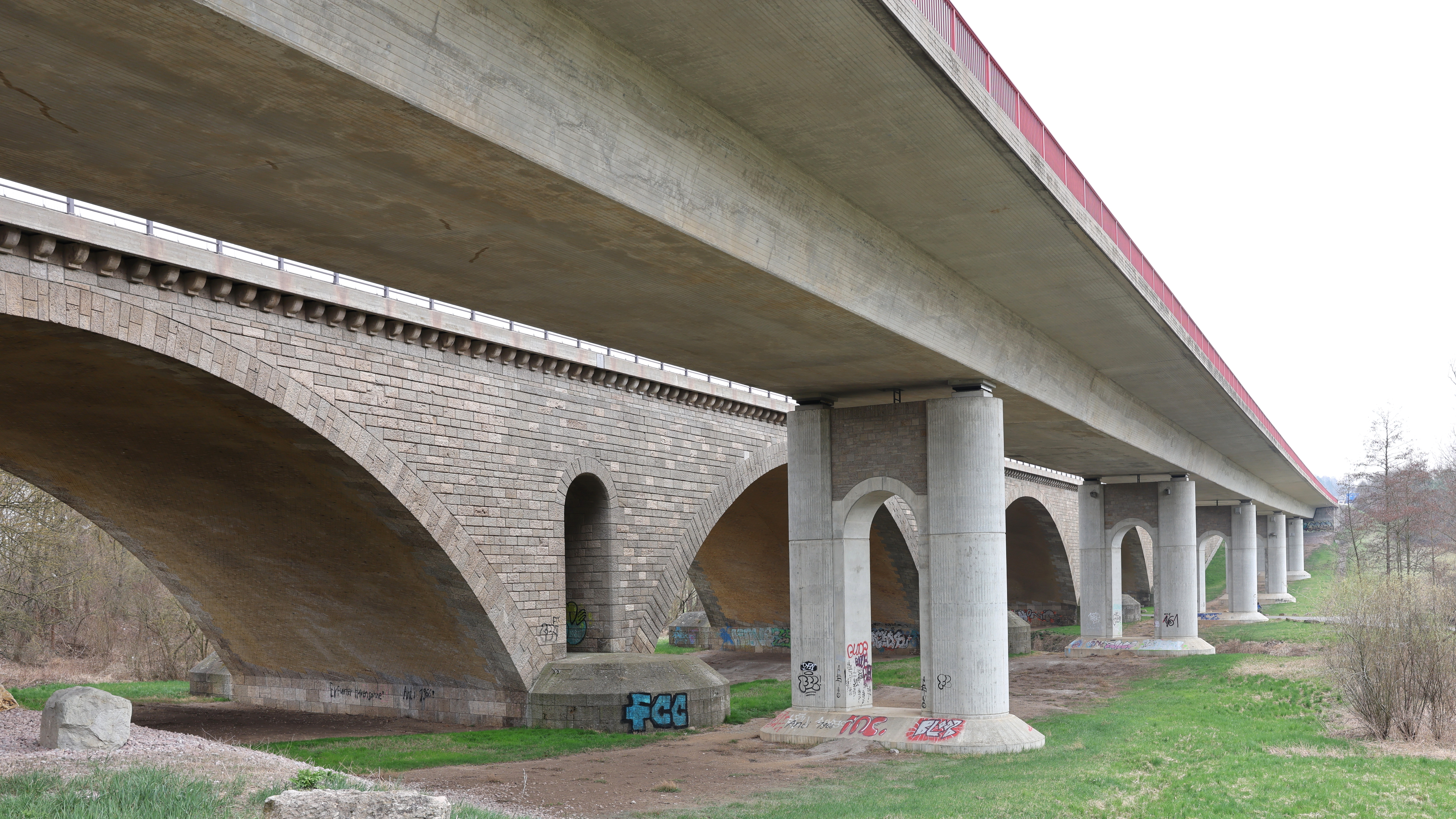
Ilmbrücke bei Mellingen

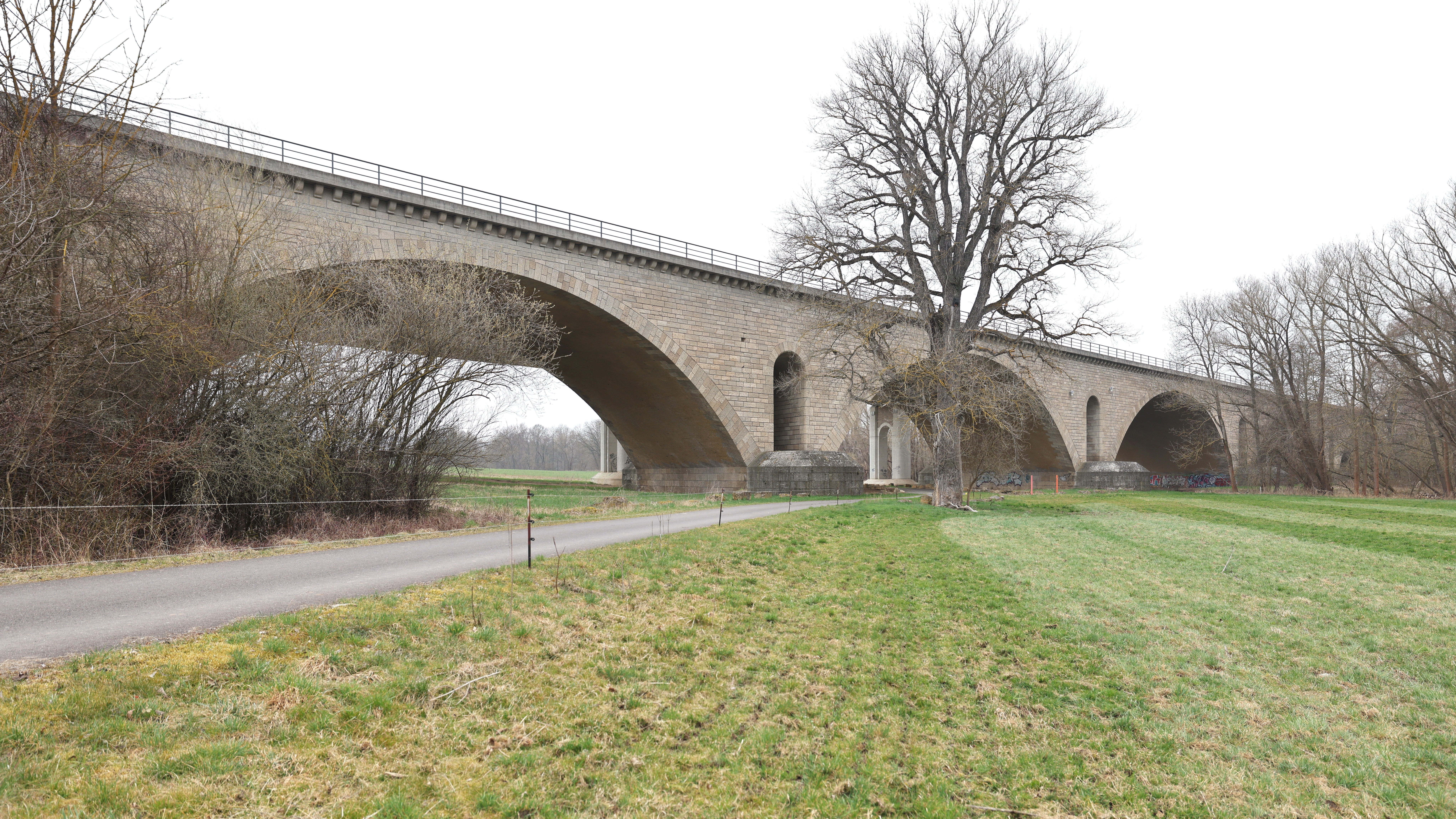
Bogenbrücke von 1939

Die Ilmbrücke bei Mellingen ist eine Autobahnbrücke. Sie liegt südlich von Mellingen im Landkreis Weimarer Land in Thüringen und führt die A 4 über das Tal der Ilm. Das Bauwerk besteht aus zwei annähernd parallel verlaufenden Brücken aus den Jahren 1939 und 1999. Die 1938/39 errichtete Bogenbrücke trägt die nördliche Richtungsfahrbahn vom Hermsdorfer Kreuz nach Eisenach und die neue Balkenbrücke die südliche Richtungsfahrbahn von Eisenach zum Hermsdorfer Kreuz.

## Technische Daten
Es handelt sich beim Teilbauwerk 2 um eine steinerne Bogenbrücke aus dem Jahre 1939 und beim Teilbauwerk 1 um eine Balkenbrücke von 1999 aus Spannbeton. Die alte Brücke war Teil der Strecke 80 der Reichsautobahn.
Die Bogenbrücke besitzt fünf Flachbögen von je 42 m lichter Weite. Die vier Pfeiler sind je 11,154 m hoch und 22,96 m breit. Sie stehen im Grundriss 15° schiefwinklig zu den Ziegelgewölben. Die Spargewölbe über den Pfeilern haben eine lichte Weite von 3,29 m. Das Bauwerk wurde 1938 und 1939 nach einem Entwurf des Architekten Friedrich Tamms errichtet. Das Haupttragwerk besteht aus einem mit hochfesten Klinkern gemauerten Gewölbebogen mit einer Dicke von 1,70 m am Kämpfer und 1,04 m am Scheitel. Die Fahrbahn liegt im Scheitelbereich unmittelbar auf dem Bogen, im Kämpfer- und Pfeilerbereich auf Stahlbetonplatten. Diese wiederum liegen auf in Abständen von etwa 5,00 bis 5,50 m angeordneten Aufständerungen aus unbewehrtem Beton. Die Brückenlänge der alten Brücke zwischen den äußersten Widerlagerteilen beträgt 385,00 m mit einer Gesamtbreite von 23,40 m. Die Stirnseite, die Widerlager und die Pfeilerabsätze sind mit Natursteinen verkleidet. Die Bogenhöhe beträgt 22,5 m.
Die neue Brücke ist eine Spannbetonbrücke mit einer Gesamtstützweite von 298,60 m auf den Endlagern und einer lichten Weite zwischen den Widerlagern von 297,10 m. Die Breite zwischen den Geländern beträgt 18,00 m. Die maximale Stützweite ist 51 m. Der Überbau besteht aus einem parallelgurtigen, einzelligen Hohlkasten mit einer konstanten Konstruktionshöhe von 2,65 m. Die Brückenfläche beträgt 5374,80 m². Die neue Brücke ist klassifiziert mit der Brückenklasse 60/30. Sie hat drei Fahrspuren und eine Standspur. Die Bauarbeiten begannen im März 1995. Das Brückenbauwerk wurde ohne Störung des Verkehrs gebaut mit einer Bauzeit von 18 Monaten. Die Kosten betrugen 11,0 Mio. DM. Bei der neuen Balkenbrücke wurden auch denkmalpflegerische Gesichtspunkte in die Projektierung einbezogen. Es sollten nicht mehr als notwendig die Bögen der alten Brücke verdeckt werden. Das Bauwerk hat eine Tiefgründung mit Großbohrpfählen. Der Überbau wurde feldweise auf einem bodengestützten Traggerüst hergestellt.

## Geschichte

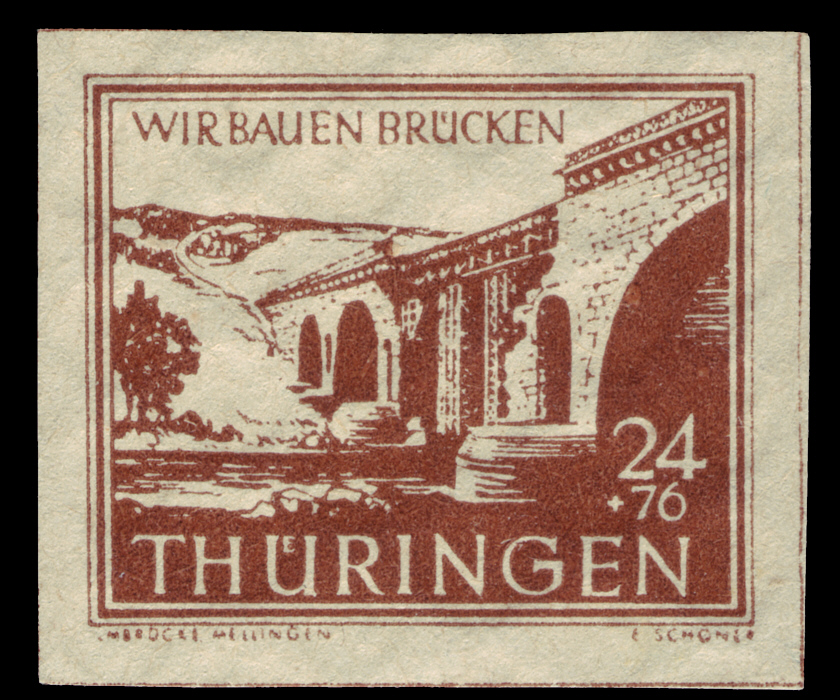
Ilmbrücke Mellingen auf einer Briefmarke der SBZ 1946

Im Umkreis von Weimar wurde ab Dezember 1936 mit den vorbereitenden Arbeiten an der Reichsautobahn Eisenach–Dresden (Strecken 80 und 83) begonnen. Im September 1937 war die Teilstrecke Jena–Gelmeroda–Erfurt im Bau, im Sommer 1939 konnte der Bereich Weimar–Jena freigegeben werden. Bei Mellingen entstand eine Steinbrücke aus Klinkermauerwerk, das mit Werkstein verblendet wurde. Bis Ende 1939 konnte schließlich auch die Strecke Weimar–Erfurt einer Nutzung übergeben werden.
Zum Ende des Zweiten Weltkrieges wurde die Brücke gesprengt. Sie wurde 1945 provisorisch wieder aufgebaut. Sie war in diesem Zustand Motiv auf einer Briefmarke der SBZ. Die historische Autobahnbrücke ist ausgewiesenes Kulturdenkmal und steht auf der Liste der Kulturdenkmale in Mellingen (Thüringen).
Die Planungen zur Errichtung einer parallelen zweiten Brücke wurden in den 1990er Jahren aufgenommen und umgesetzt im Zuge des sechsstreifigen Ausbaus der A 4 als Teil des Verkehrsprojektes Deutsche Einheit Nr. 15. Seither trägt jede der Brücken eine Richtungsfahrbahn mit drei Fahrspuren.

## Varia
In den inneren Hohlkörpern der Brücke siedelt eine der größten Fledermauskolonien Thüringens, was beim Bau der neuen und der Sanierung der alten Brücke berücksichtigt wurde.
An der Autobahnbrücke spielt der Tatort-Krimi Der treue Roy aus dem Jahr 2016.